# Haplinis abbreviata
Haplinis abbreviata là một loài nhện trong họ Linyphiidae.
Loài này thuộc chi Haplinis. Haplinis abbreviata được A. David Blest miêu tả năm 1979.